# المعهد التقاني الطبي بجامعة دمشق

## المعهد التقاني الطبي (جامعة دمشق)
أُحدث المعهد المتوسط الطبي بدمشق بموجب القرار الوزاري رقم (339/و) تاريخ 7/7/1980.
- وهو يتبع جامعة دمشق ويشرف عليه المجلس الأعلى للمعاهد .
- يُمنح الخريج من المعهد شهادة دبلوم تقاني طبي في إحدى اختصاصات المعهد التالية:
1. مختبرات التحاليل الطبية
2. بصريات
3. تخدير و إنعاش
4. تصوير شعاعي
5. طب طوارئ

## إدارة المعهد
يقوم بالتدريس في المعهد عدد من المدرسين من الأطباء البشريين حملة شهادة الماجستير بالاختصاص، إضافة لحملة الشهادة الجامعية بالعلوم بالاختصاصات المناسبة التي تدرس في المعهد من ذوي الخبرة العالية. كما يتوفر في المعهد طاقم إداري وفني متخصص.

## نظام التدريس
مدة الدراسة في المعهد سنتان دراسيتان وتقسم كل سنة إلى فصلين دراسيين. يُلزم الطلاب بعد انتهاء كل عام دراسي بتدريب صيفي عملي لمدة شهر في إحدى المستشفيات ضمن مجالات التخصص المناسبة. الدوام إلزامي في المعهد.
x
1. يُمنح الناجح في المعهد:
2. كشف علامات يتضمن المقررات التي درسها
3. مصدقة تخرج
4. شهادة دبلوم تقاني بالاختصاص المناسب.

## وصلات خارجية
itutes/mtid/ المعهد التقاني الطبي(جامعة دمشق)